# Habère-Lullin
Habère-Lullin est une commune française située dans le département de la Haute-Savoie, en région Auvergne-Rhône-Alpes.

## Géographie

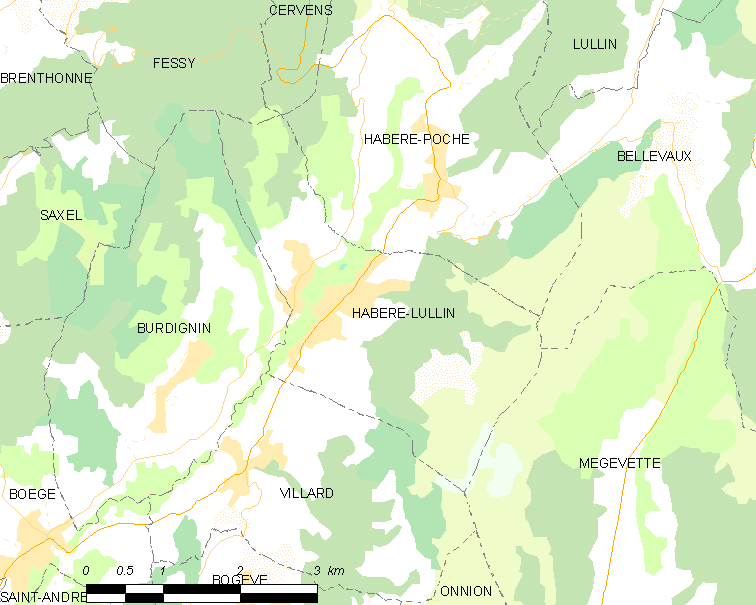
Habère-Lullin et les communes voisines.

### Localisation
Habère-Lullin se situe dans la vallée Verte.

### Communes voisines
Les communes limitrophes de Habère-Lullin sont Habère-Poche, Bellevaux, Mégevette, Villard, Burdignin, Fessy et Cervens.

### Hydrographie
La commune est traversée par la Menoge.

## Urbanisme

### Typologie
Au 1er janvier 2024, Habère-Lullin est catégorisée bourg rural, selon la nouvelle grille communale de densité à sept niveaux définie par l'Insee en 2022.
Elle est située hors unité urbaine. Par ailleurs la commune fait partie de l'aire d'attraction de Genève - Annemasse (partie française), dont elle est une commune de la couronne,. Cette aire, qui regroupe 158 communes, est catégorisée dans les aires de 700 000 habitants ou plus (hors Paris),.

### Occupation des sols
L'occupation des sols de la commune, telle qu'elle ressort de la base de données européenne d’occupation biophysique des sols Corine Land Cover (CLC), est marquée par l'importance des forêts et milieux semi-naturels (62,8 % en 2018), une proportion sensiblement équivalente à celle de 1990 (63,5 %). La répartition détaillée en 2018 est la suivante : 
forêts (42,6 %), prairies (21,8 %), milieux à végétation arbustive et/ou herbacée (20,2 %), zones urbanisées (10 %), zones agricoles hétérogènes (5,3 %).
L'IGN met par ailleurs à disposition un outil en ligne permettant de comparer l’évolution dans le temps de l’occupation des sols de la commune (ou de territoires à des échelles différentes). Plusieurs époques sont accessibles sous forme de cartes ou photos aériennes : la carte de Cassini (XVIIIe siècle), la carte d'état-major (1820-1866) et la période actuelle (1950 à aujourd'hui).

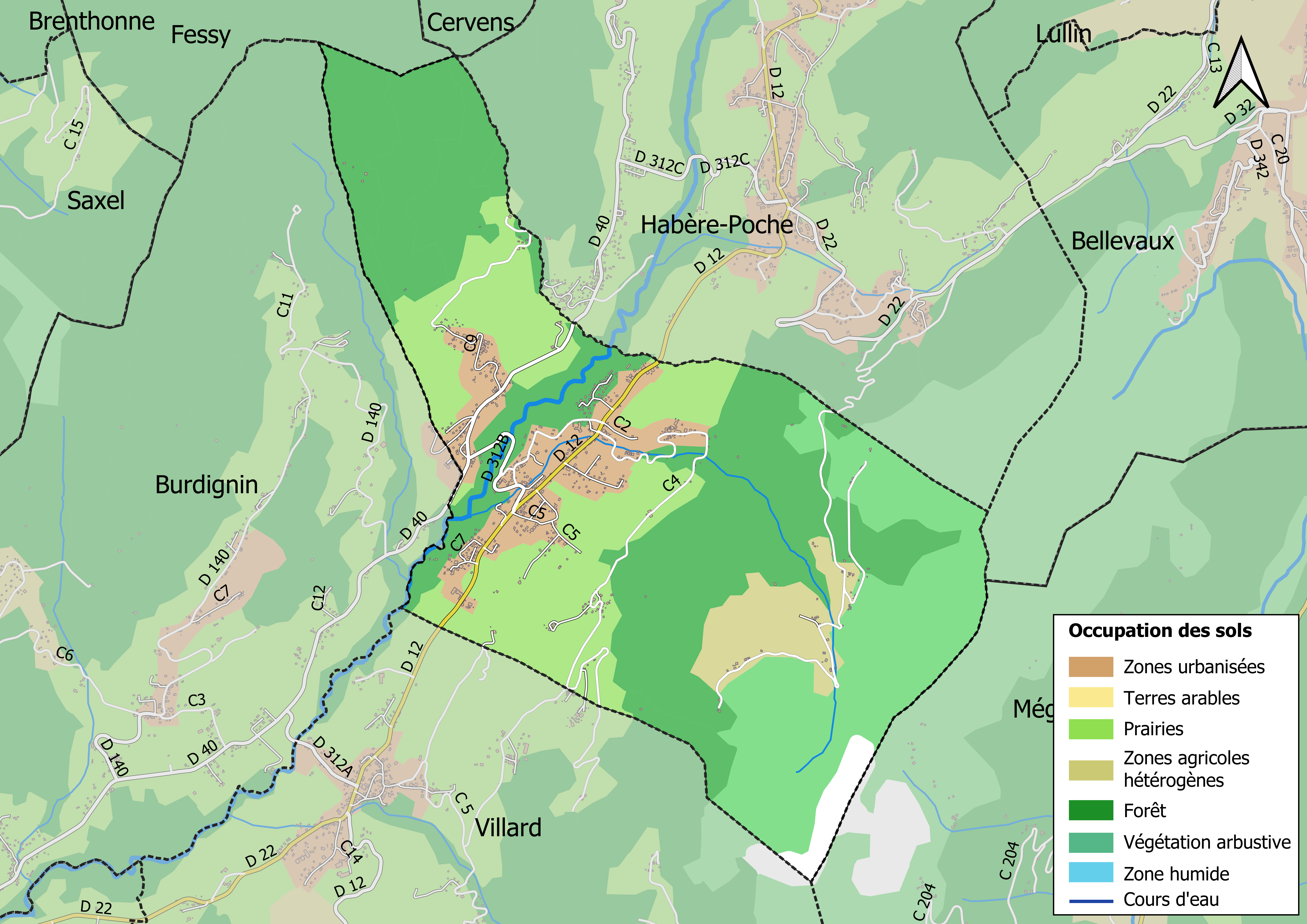
Carte des infrastructures et de l'occupation des sols en 2018 (CLC) de la commune.
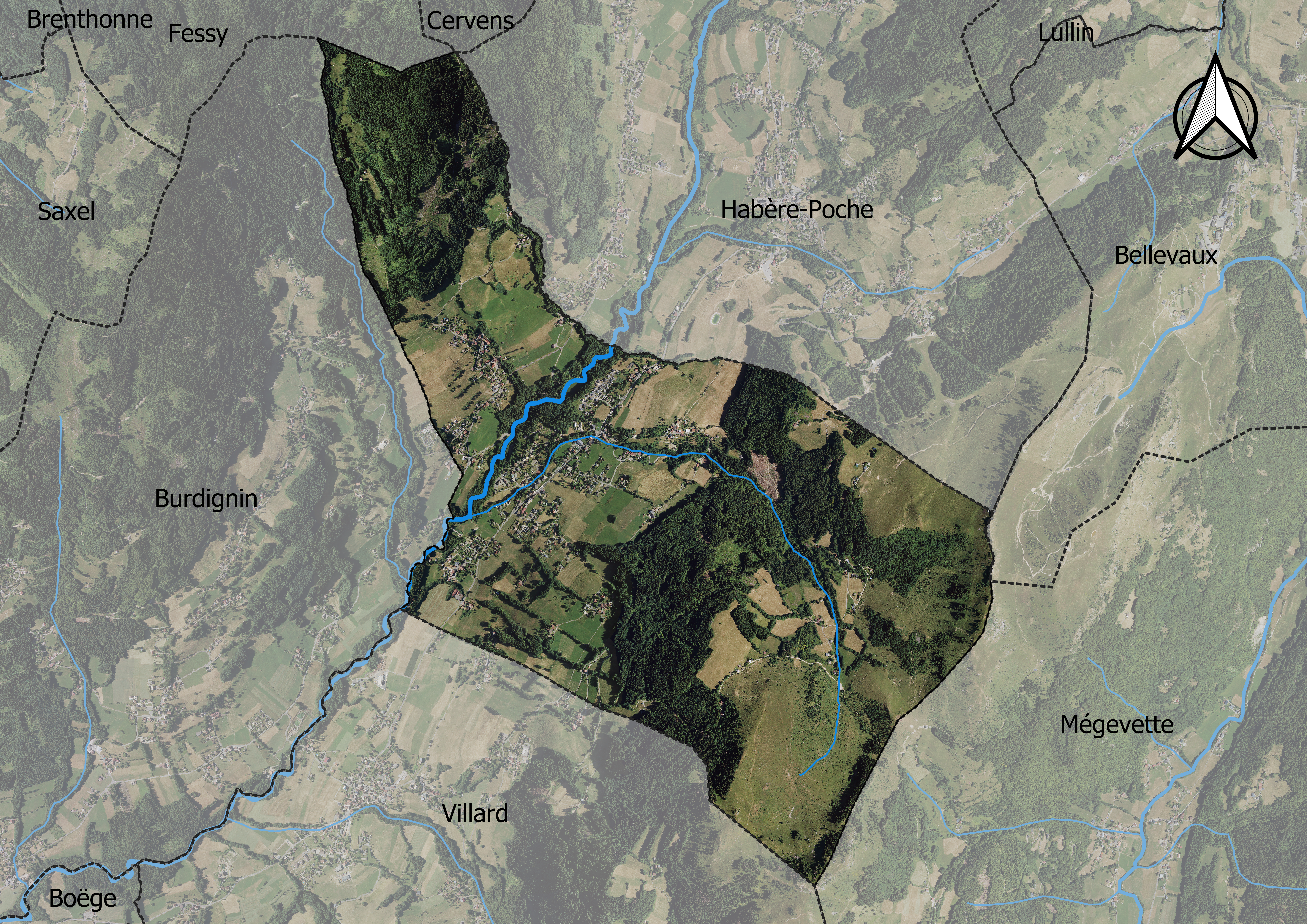
Carte orthophotogrammétrique de la commune.

## Toponymie
Anciennement Cura de Aberes (v. 1344), puis Haberes, plus récemment Les Habères.
D'après les auteurs de Histoire des communes savoyardes, Le Chablais, le territoire de la commune s'étendait autrefois jusqu'à la crête située entre le col de Cou à celui des Moises, comprenant ainsi Habère-Poche. L'ensemble portait le nom des Habères que l'on retrouve dans la plupart des documents antérieurs à la scission.
Gilbert Künzi, dans son ouvrage Lieux-dits entre Dranse et Arve (1997), relève cependant l'existence de deux autres origines du nom. Il cite Albert Dauzat et son Dictionnaire étymologique des noms de lieux de France (p. 340), qui indique que Habère est une mauvaise graphie par prosthétique du mot Abère signifiant « abreuvoir, fontaine », qui correspondrait à la forme topographique du site,.
Jean-Marie Jeudy, dans son ouvrage Les mots pour dire la Savoie (2006), voit éventuellement un rapprochement entre le mot arbé (« chalet ») avec le terme habert que l'on trouve en Dauphiné, et dont il fait éventuellement un rapprochement avec celui d'Habère. Pour les moines de l'abbaye d'Aulps, les habères situées sur leurs terres étaient leurs granges. Un mot qui serait ainsi issu de celui d'albergement. Il y aurait ainsi confusion entre le chalet et la grange.
Le nom actuel provient de l'association Habère et de Lullin. Ce dernier provient du nom de la famille qui possédait le château situé sur la paroisse,.
Le toponyme Habères n'ayant pas d'origine latine certifiée, il est probablement celte. Si c'est le cas, la terminaison de la forme ancienne Aberes indique que c'est un ethnonyme. Dans la langue gauloise, le mot Aberes serait une composition de deux racines répandues et liées à l'eau. Ab "rivière" et beru "source, bouillonnement". En langue gauloise Aberes signifie littéralement "ceux des sources bouillonnantes".
En francoprovençal ou arpitan savoyard, le nom de la commune s'écrit Âbèro d’Avâl et se prononce « Âbêre d’Avô » (retranscrit selon la graphie semi-phonétique de Conflans).

## Histoire
Le château d'Habère-Lullin semble exister dès le XIIe siècle où il est alors la propriété de la famille Lullin. En 1696, François-Emmanuel de Faucher, héritier du dernier Genève-Lullin vend à Joseph Gerbaix de Sonnaz la seigneurie et le château. Celui-ci va ensuite à la petite-fille de Janus Gerbaix de Sonnaz qui l'apporte par son mariage au baron Livet.
Lors des débats sur l'avenir du duché de Savoie, en 1860, la population est sensible à l'idée d'une union de la partie nord du duché à la Suisse. Une pétition circule dans cette partie du pays (Chablais, Faucigny, Nord du Genevois) et réunit plus de 13 651 signatures, dont une douzaine pour le village. Le duché est réuni à la suite d'un plébiscite organisé les 22 et 23 avril 1860 où 99,8 % des Savoyards répondent « oui » à la question « La Savoie veut-elle être réunie à la France ? ».
Dans la nuit du 25 au 26 décembre 1943, le château est le lieu d'une terrible tragédie. En effet, ce soir-là, alors que des jeunes gens y fêtent Noël, les Allemands, conduits par un collaborateur, font irruption et s'attaquent à ces jeunes qu'ils soupçonnent d'être des résistants. Vingt-cinq sont exécutés, d'autres arrêtés dont huit déportés (dont la plupart ne reviendra pas des camps). Le château est incendié.
À une centaine de mètres de là, quarante policiers ou militaires allemands sont fusillés par les FFI le 2 septembre 1944,.

## Politique et administration

### Situation administrative
La commune de Habère-Lullin appartient au canton de Sciez, qui compte selon le redécoupage cantonal de 2014 25 communes. Avant ce redécoupage, elle appartenait au canton de Boëge, depuis 1860.
Elle forme avec sept autres communes — Boëge, Bogève, Burdignin, Habère-Poche, Saint-André-de-Boëge, Saxel et Villard — depuis janvier 2010 la communauté de communes de la Vallée Verte. Elle fait suite SIVOM de la Vallée Verte créé en 1966.
Habère-Lullin relève de l'arrondissement de Thonon-les-Bains, depuis 1939 et de la troisième circonscription de la Haute-Savoie, dont le député est Martial Saddier (LR) depuis les élections de 2017.

### Tendances politiques et résultats
À l'issue de l'élection présidentielle de 2017, le candidat de la France Insoumise, Jean-Luc Mélenchon, est arrivé en tête du premier tour dans la commune avec 25,61% des suffrages exprimés (148 voix); son troisième meilleur résultat dans le département. Il devançait de 12 voix Emmanuel Macron (23,53%) et Marine Le Pen de 33 voix (19,90%).
Le second tour s'est quant à lui soldé par la victoire par la victoire d'Emmanuel Macron (348 voix, soit 69,74% des suffrages exprimés, contre 151 voix et 30,26% des suffrages exprimés pour Marine Le Pen).

### Liste des maires
| Période                                  | Période                  | Identité           | Étiquette | Qualité |
| ---------------------------------------- | ------------------------ | ------------------ | --------- | ------- |
| Les données manquantes sont à compléter. |                          |                    |           |         |
| mars 2001                                | juin 2020                | Marielle Duret     | UMP       |         |
| juin 2020                                | En cours (au avril 2021) | Laurent Desbiolles |           |         |

## Démographie
Les habitants de la commune sont appelés les Habérand(e)s.

L'évolution du nombre d'habitants est connue à travers les recensements de la population effectués dans la commune depuis 1793. Pour les communes de moins de 10 000 habitants, une enquête de recensement portant sur toute la population est réalisée tous les cinq ans, les populations de référence des années intermédiaires étant quant à elles estimées par interpolation ou extrapolation. Pour la commune, le premier recensement exhaustif entrant dans le cadre du nouveau dispositif a été réalisé en 2008.

En 2022, la commune comptait 1 091 habitants, en évolution de +10,87 % par rapport à 2016 (Haute-Savoie : +6,01 %, France hors Mayotte : +2,11 %).
| 1793  | 1800 | 1806 | 1822 | 1838 | 1848 | 1858 | 1861 | 1866 |
| ----- | ---- | ---- | ---- | ---- | ---- | ---- | ---- | ---- |
| 1 025 | 490  | 500  | 495  | 703  | 643  | 533  | 582  | 560  |

| 1872 | 1876 | 1881 | 1886 | 1891 | 1896 | 1901 | 1906 | 1911 |
| ---- | ---- | ---- | ---- | ---- | ---- | ---- | ---- | ---- |
| 601  | 571  | 502  | 513  | 538  | 534  | 528  | 516  | 453  |

| 1921 | 1926 | 1931 | 1936 | 1946 | 1954 | 1962 | 1968 | 1975 |
| ---- | ---- | ---- | ---- | ---- | ---- | ---- | ---- | ---- |
| 408  | 384  | 386  | 398  | 347  | 375  | 349  | 374  | 370  |

| 1982 | 1990 | 1999 | 2006 | 2008 | 2013 | 2018  | 2022  | - |
| ---- | ---- | ---- | ---- | ---- | ---- | ----- | ----- | - |
| 395  | 514  | 634  | 776  | 815  | 921  | 1 037 | 1 091 | - |

## Économie
En 2015, la capacité d'accueil de la commune, estimée par l'organisme Savoie Mont Blanc, est de 684 lits touristiques répartis dans 133 établissements. Les hébergements se répartissent comme suit : 6 meublés et un hôtel.
La commune partage avec Habère-Poche une petite station de sports d'hiver Les Habères dont le domaine de ski alpin est situé à Hirmentaz et l'espace nordique au col des Moises.

## Culture locale et patrimoine

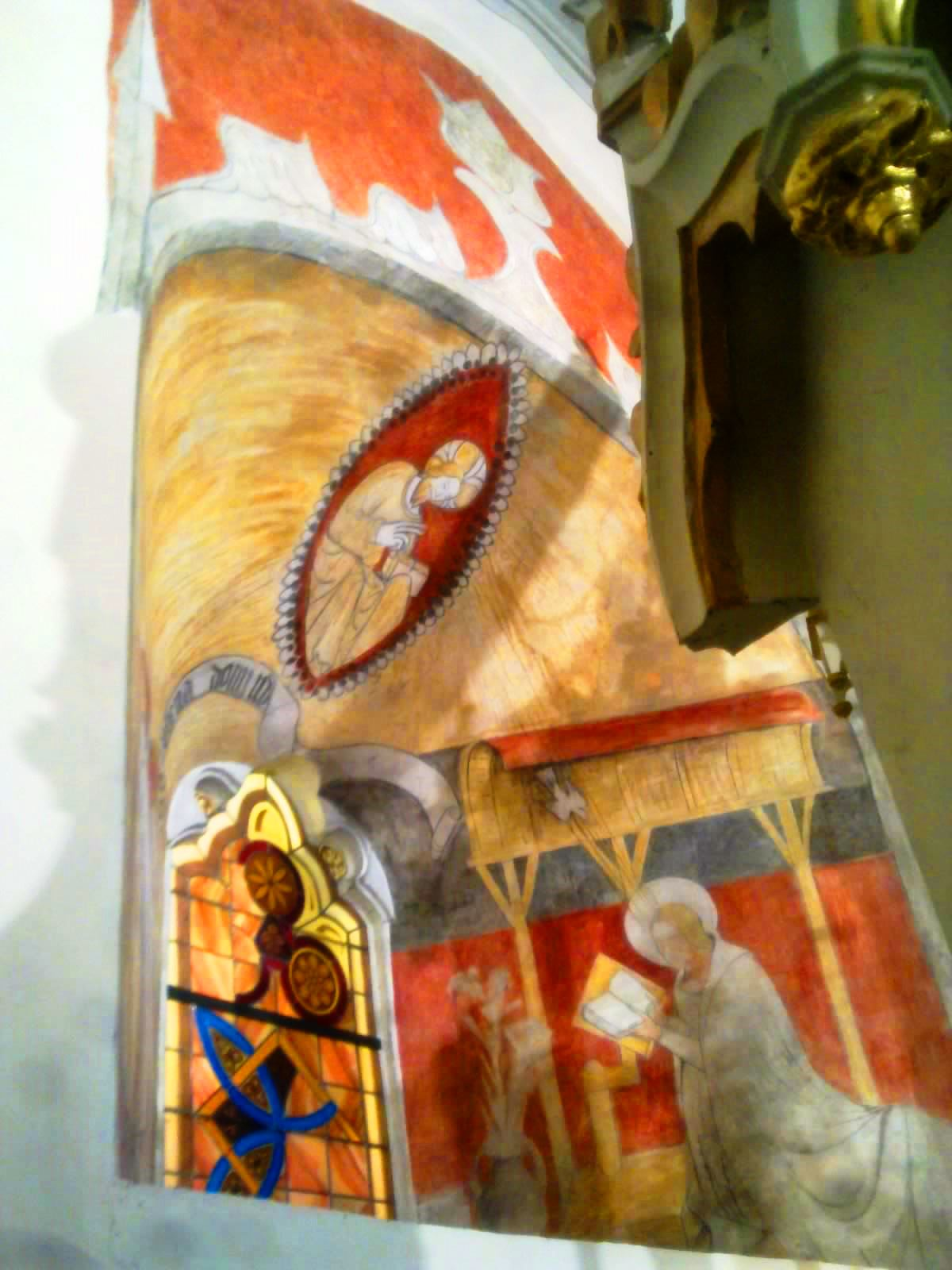
Fresque de l'église.

### Lieux et monuments
- Château d'Habère-Lullin (XIIe siècle), possession de la famille de Lullin puis en possession des Gerbais au XIIIe siècle, ruiné à la suite d'un incendie en 1943[13].
- L’église Saint-Pierre renferme une fresque du XIVe siècle  Classé MH (1995)[33].

### Patrimoine culturel
Associations culturelles notables :
- Institut de la langue savoyarde; l'association pour le développement de la langue savoyarde dans l'ensemble des Pays de Savoie a son siège à Habère-Lullin. Des cours de langue savoyarde sont proposés chaque mois à son siège.

### Personnalités liées à la commune
La branche des Habères de la famille Gerbaix de Sonnaz dont : 
- Joseph (1659-1730) général de l’armée sarde et marquis d’Habère-Lullin,
- Janus (1736-1814),
- Hippolyte (1783-1871),
- Hector (1787-1867),
- Alphonse (1796-1882).
- André Devigny, (Habère-Lullin 1916-Hauteville-sur-Fier 1999), Compagnon de la Libération[34]